# 陈栋华
陈栋华，中国厦门知名天文爱好者，资深业余天文学家。福建省天文学会常务理事。

## 生平
- 1949年出生。

- 在陈栋华读小学三年级时，受到其邻居、老师的影响，经常到屋顶看用肉眼和双筒望远镜星星。

- 1985年，陈栋华在厦门一家房地产开发公司工作。

## 成就
- 两次利用互联网发现SOHO彗星

## 荣誉
小行星19872以陈栋华之名命名。